# Transformacja ustrojowa

Kraje znacząco demokratyzujące się (kolor niebieski) lub autokratyzujące (kolor czerwony), lata 2010–2020. Kraje zaznaczone na szaro są zasadniczo niezmienione.

Transformacja ustrojowa – zmiany zachodzące wewnątrz systemu politycznego oraz partyjnego, danego kraju lub też ich grupy.
Zmiany związane z jakościową zmianą sposobu rządzenia, sprawowania władzy. Wiąże się także wielokrotnie ze zmianą elit. Transformacja prowadzi także do zmiany ustroju państwa.
Transformacja ustrojowa zgodnie z koncepcją Jana Szczepańskiego to jeden z trzech elementów przekształceń rzeczywistości społecznej: reformy, rewolucji, transformacji.
Według Jana Szczepańskiego transformację ustrojową charakteryzuje endogenne źródło zmian. Transformacja nie jest synonimem zmiany społecznej. To ciąg zmian dokonujących się w różnych dziedzinach prowadzący do przemiany istotnych dla całego systemu społecznego. Takie definiowanie problemu oddaje ducha transformacji przebytej przez społeczeństwo polskie w roku 1989.
Przykładem transformacji ustrojowej są przemiany polityczne w państwach Europy Środkowej z końca lat 80. XX wieku, między innymi transformacja ustrojowa w Polsce czy rozpad Związku Radzieckiego.